# Näs kraftverksmuseum

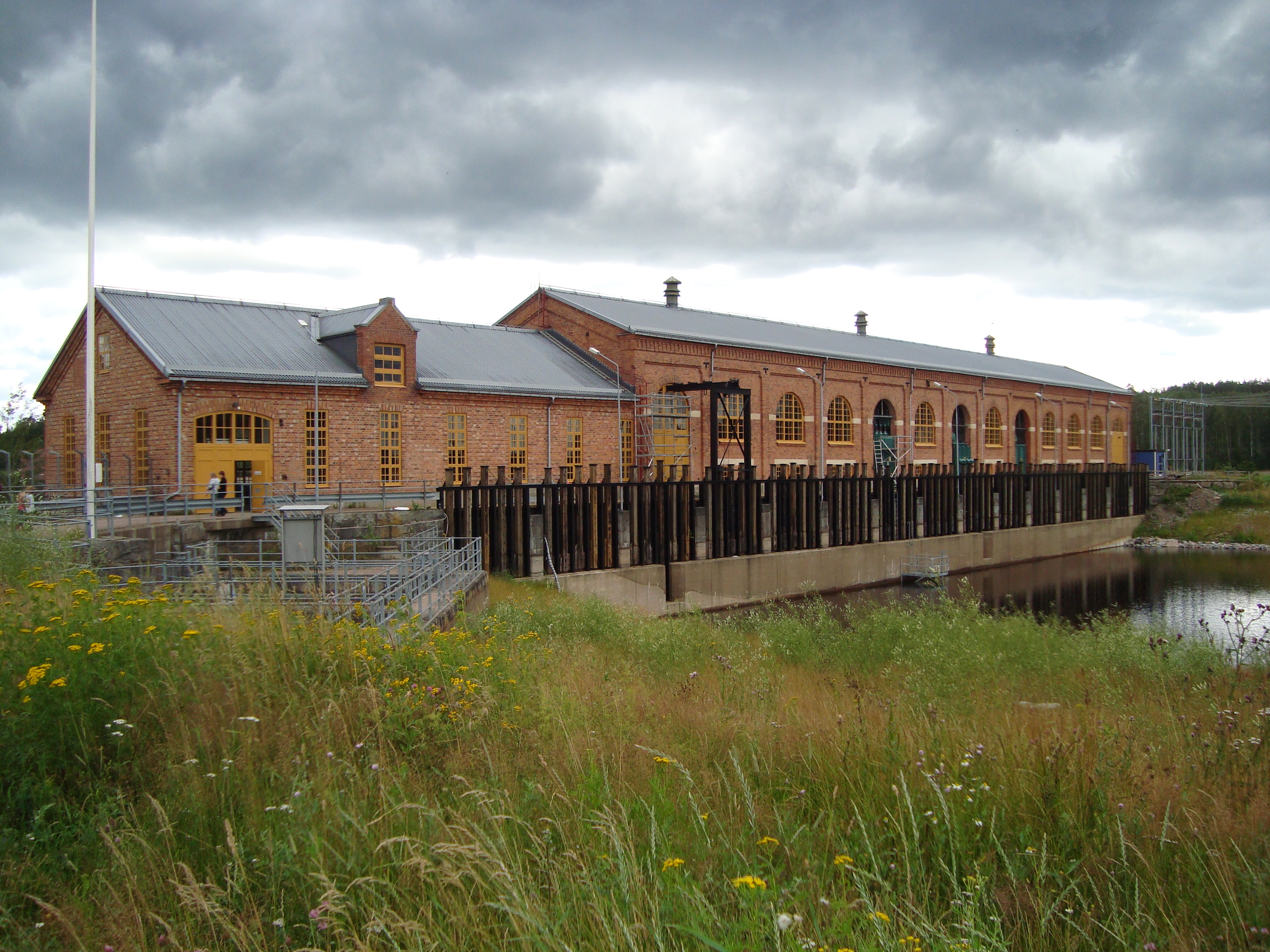
Näs kraftverksmuseum.

Näs kraftverksmuseum är ett museum i det gamla vattenkraftverket i Näs i Avesta kommun. Museet ägs av Vattenfall och öppnade 1983, tre år efter att kraftstationen hade ersatts av det nybyggda kraftverket i Näs. Numera har museet bara öppet vid särskilda tillfällen, såsom vid By slånkvicku.

## Vattenkraftverket
Kraftverket började byggas 1896 och blev projekterat av Qvist & Gjers 1897–1898. Det stod färdig med två generatorer à 200 kW 1898. Verket stod då för hälften av Sveriges totala elproduktion. För att bygga dammen till kraftverket hade man hyrt in Europas största mudderverk.
Kraftverket försörjde järnbruken i Horndal, Näs och Långshyttan med elektricitet. Planer fanns att bygga fler generatorer, men kundunderlaget var svagt. 1903 kunde man dock bygga ut ytterligare sex generatorer à 330 kW. Detta efter att man skrivit kontrakt med Sandvikens jernverk att leverera el till dem i 50 år. Ledningen till Sandviken på 20 kV var den längsta i Sverige, cirka 5 mil, och man var osäker på om överföringen skulle lyckas.
År 1906–1907 och 1911–1913 tillkom åtta aggregat à 400 kW, samtidigt som man gjorde sig av med tre äldre, vilket gav den nuvarande parken på 13 växelströmsgeneratorer och två likströmsgeneratorer (för att starta växelströmsgeneratorerna).
Turbinerna var av dubbelaxeltyp, med två stora kugghjul förbundna av ett mindre. Detta gav upphov till ett enormt oväsen inne i kraftverket, som minskades något när mittenkugghjulen byttes från metall till bakelit. En driftig ingenjör påbörjade en förbättring av aggregaten, bland annat genom att ersätta de ineffektiva dubbelaxlarna med enkelaxlar, men han hann gå bort innan han hann klart och ingen tog över arbetet. Ett stort framsteg för arbetsmiljön var när fläktar installerades i byggnadens väggar för att leda bort värmen.
År 1912 blev man tvungen att valla in och stänga av kraftverket efter att man upptäckt att nästan all mark under byggnaden hade spolats bort. Detta medförde att en stor del av bruksverksamheten i trakten stod helt stilla. Järnverket i Sandviken ansåg att kraftstationen brutit sitt kontrakt på elleverans och krävde ett stort skadestånd.
År 1936 köpte Vattenfall kraftverket och drev det till 1980. Då det var för kostsamt att byta ut alla sumpar, turbiner och generatorer byggde man ett helt nytt kraftverk, Näs kraftstation, strax nedströms. Intill kraftverket anlades 1960 en laxodling, som tidigare ägdes av Vattenfall, men som sedan 1997 ägs av en privatperson.

## Galleri

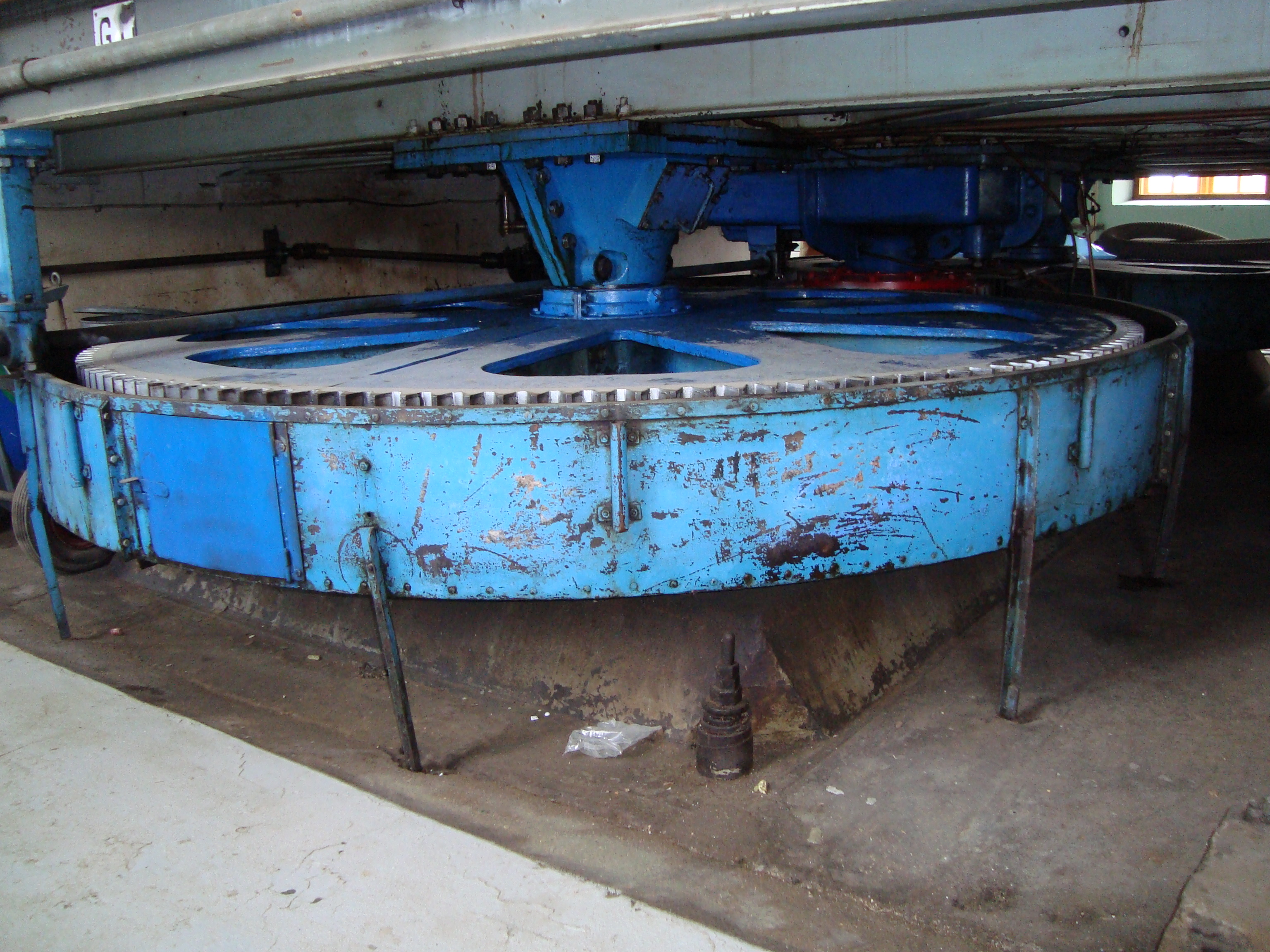
De dubbla kuggarna under Generator 1.
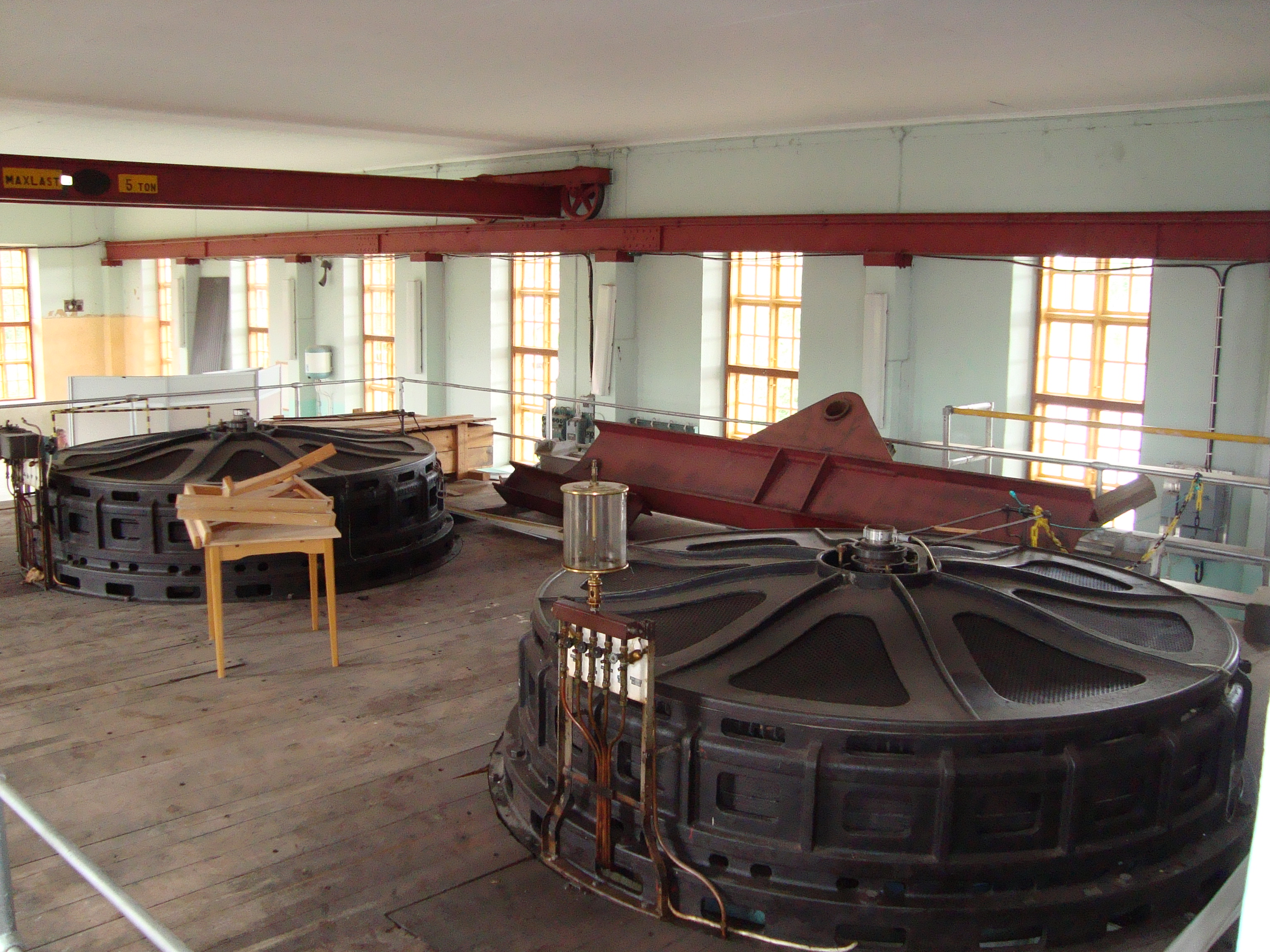
De två äldsta generatorerna, från 1898.
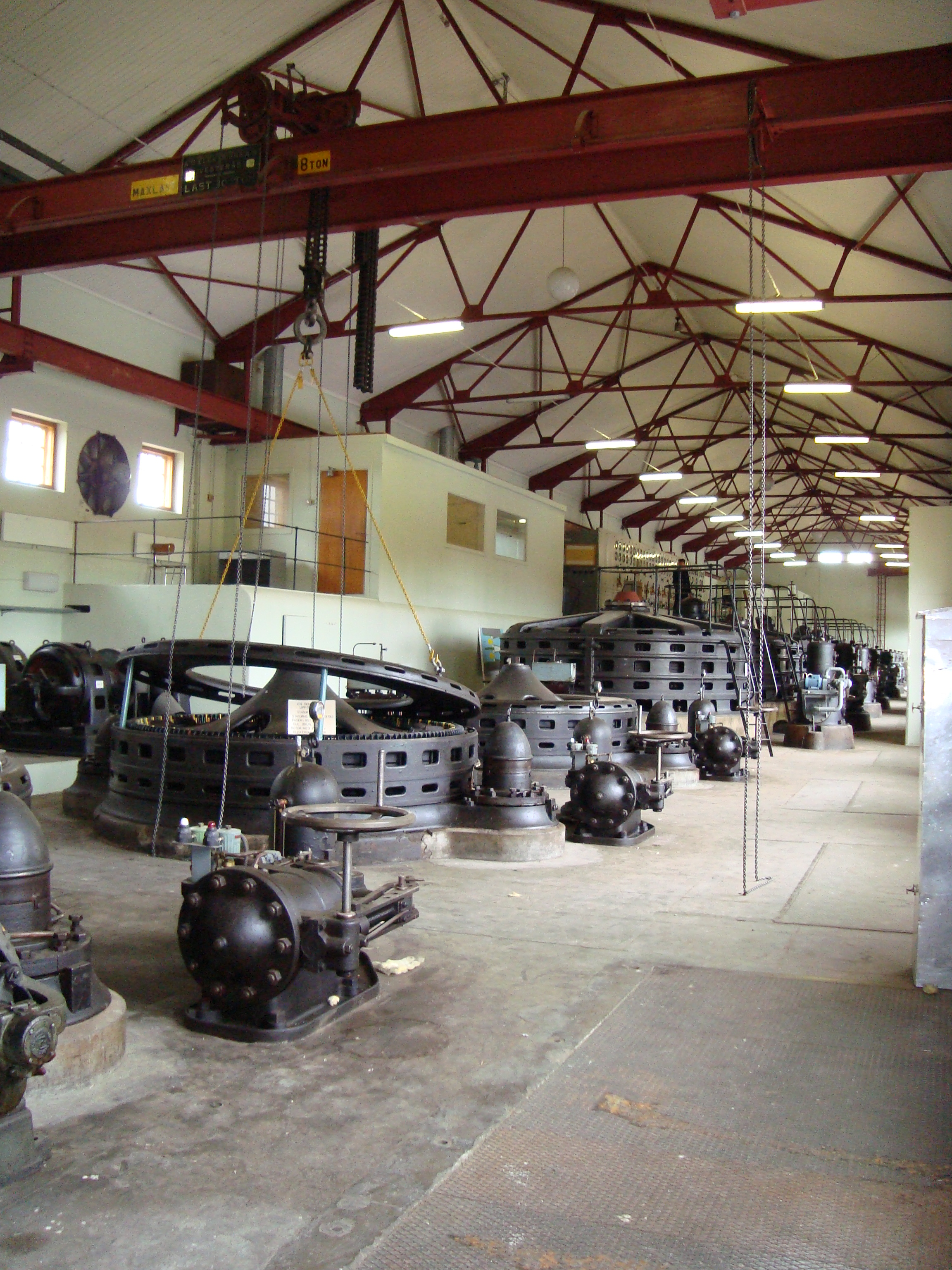
Den nyare delen av generatorhallen, byggd 1903.
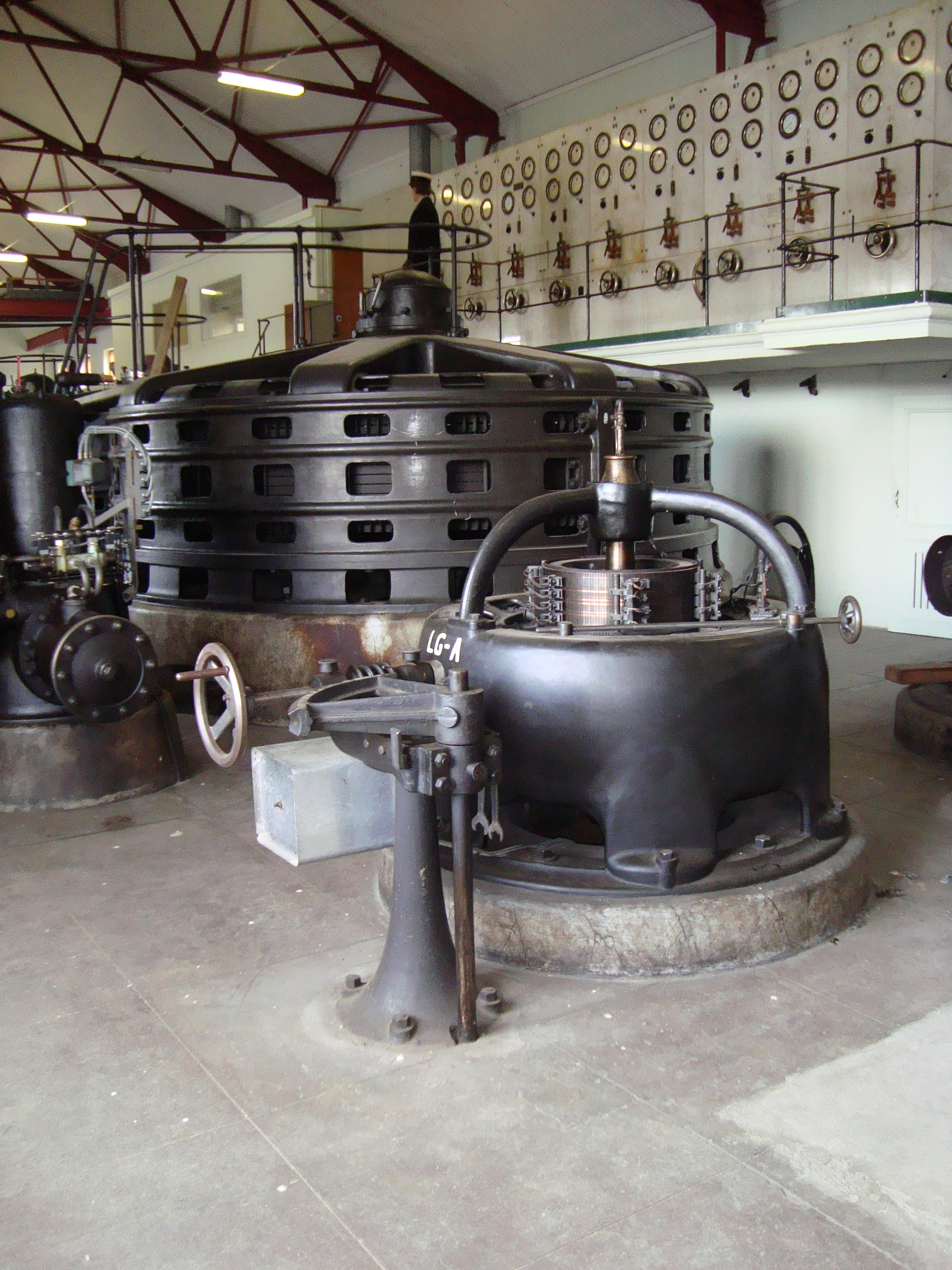
Likströmsgenerator i förgrunden och växelströmsgenerator bakom.
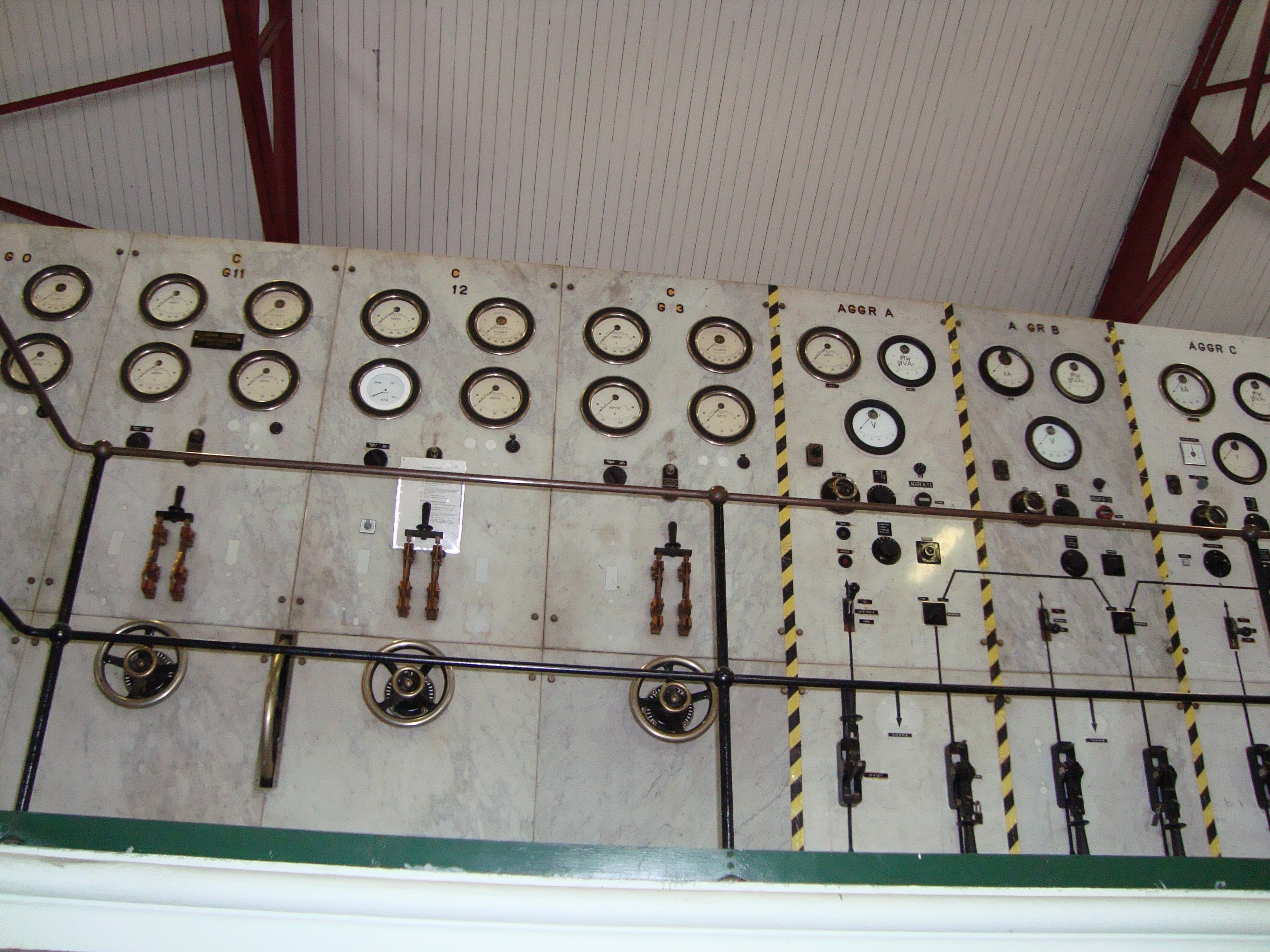
Kontrollpanelen. Notera de oisolerade knivströmbrytarna, som kunde ge stötar på 600 V, såväl som ljusbågar.